# Lunea Mare

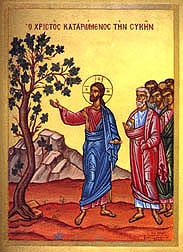
Parabola smochinului neroditor

Lunea Mare (în greacă Μεγάλη Δευτέρα, Megale Deutera) este în creștinism o zi din Săptămâna Mare, săptămâna înainte de Paști. Este precedată de Duminica Floriilor și urmată de Marțea Mare. Este a treia zi a Săptămânii Mari la ortodocși după Sâmbăta lui Lazăr și Duminica Floriilor; și a doua zi a Săptămânii Mari la catolici după Duminica Floriilor.

## În Biblie
Evangheliile prezintă câteva evenimente notabile care au avut loc de fapt în ziua biblică a Lunii Mari. Unele dintre cele mai notabile și ușor de recunoscut evenimente au fost blestemarea smochinului neroditor (Matei 21:18-22, Marcu 11:20-26), întrebarea pusă de  preoții Templului privind autoritatea lui Isus (Matei 21:23-27), răsturnarea meselor negustorilor din Templu (Marcu 11:15–19) și diverse parabole în funcție de care Evanghelie este citită. 

## Ritul bizantin
În Lunea Mare se face pomenirea lui Iosif, fiul patriarhului Iacob și se citește pericopa despre blestemarea smochinului neroditor.